# Samsung Galaxy Tab S5e
Samsung Galaxy Tab S5e — планшет средней ценовой категории корейской компании Samsung из серии Galaxy Tab, который был анонсирован 15 февраля 2019 года. Планшет выпускается в двух версиях, разница между которыми заключается в объеме оперативной памяти (4/6 ГБ) и памяти для хранения данных (64/128 ГБ).

## Технические характеристики
- Материал корпуса: металл, стекло
- Операционная система: Android 9.0 Pie
- Экран: WQXGA Super AMOLED, диагональ 10,5", разрешение 1600х2560 точки (16:10), 287 ppi
- Основная камера: 13 Мп, f/2.0, автофокус, LED-вспышка, запись видео UHD 4K при 30 fps
- Фронтальная камера: 8 Мп
- Оперативная память: 4/6 ГБ
- Память для хранения данных: 64/128 ГБ, microSD до 512 ГБ
- Процессор: восьмиядерный Qualcomm Snapdragon 670, два ядра Kryo 360 Gold 2.0 ГГц и шесть ядер Kryo 360 Silver 1.7 ГГц
- Графика: Adreno 615
- Звук: 4 динамика AKG, система Dolby Atmos
- LTE: LTE Cat.16 DLCA, 4X4 MIMO
- Разъёмы: USB 3.1 (Type C), POGO
- SIM: Nano-SIM (в комплект поставки входит скрепка для извлечения)[2]
- Интерфейсы: Wi-Fi 802.11 a/b/g/n/ac 2.4G+5ГГц, Bluetooth v5.0
- Навигация: GPS, ГЛОНАСС, Beidou, Galileo
- Дополнительно: акселерометр, гироскопический датчик, компас, датчик освещенности, датчик Холла, сканер отпечатка, датчик приближения
- Защита от воды и пыли: информация отсутствует
- Батарея: 7040 мАч (воспроизведение видео до 15 часов[1]), быстрая зарядка
- Габариты: 245 x 160 x 5.5 мм
- Вес: 400 г

## Программное обеспечение
Планшет поставляется сразу же с новой графической оболочкой One UI, которая базируется на Android 9.0 Pie.
Tab S5e стал первым планшетом компании Samsung, в котором есть поддержка голосового ассистента Bixby 2.0.
В апреле 2019 года Tab S5e получил поддержку функции Linux on DeX. Эта функция имитирует рабочий стол компьютера и позволяет выводить информацию на монитор. В этом режиме доступны программы 64-битной архитектуры ARM.
В отличие от Tab S4, в Tab S5e отсутствует сканер радужки глаз. В качестве защиты доступа используется функция разблокировки по лицу и сканер отпечатка пальцев, который встроен в боковую кнопку.

## Продажи
Анонс Galaxy Tab S5e состоялся 15 февраля 2019 года. 12 апреля 2019 года был открыт предзаказ. По предзаказу в комплект к планшету компания Samsung бесплатно дарила беспроводные наушники AKG Y500 Wireless.
Старт продаж в России состоялся 26 апреля 2019 года, цена составляла 34 990 рублей что примерно соответствовало стоимости iPad 2018 года (35 583 рублей) - прямого конкурента Tab S5e.
Модель представлена в трех цветах: черный, серебряный и золотой.

## Проблема с Wi-Fi модулем
После начала продаж был обнаружен сбой в работе Wi-Fi модуля. При положении планшета, когда пользователь держит его горизонтально двумя руками, пальцы закрывают модуль и сигнал снижается либо не проходит совсем.
Компания Samsung не прокомментировала эту проблему.